# زیارتگاه پیر نارستانه
زیارتگاه پیر نارستانه نیایشگاهی در استان یزد که مزدیسنا از روز سپندارمذ تشتریا در ماه تیر (دوم تیر) تا روز آذر ایزد (۶ تیر ماه) برای نیایش کردند بدانجا میرونئ. زرتشتیان ۵ روز در این نیایشگاه حضور دارند و اهورامزدا رو ستایش می‌کنند و به روان و فروهر مردگان راه میهن و ارزش‌های نیک انسانی درود می‌فرستند. این زیارتگاه که در گویش دری زرتشتی نورسته نامیده می‌شود، در فاصلهٔ ۳۰ کیلومتری بخش شرقی یزد واقع شده‌است.